# Alexandria (Nebraska)
Alexandria es una villa ubicada en el condado de Thayer en el estado estadounidense de Nebraska. En el Censo de 2010 tenía una población de 177 habitantes y una densidad poblacional de 169,16 personas por km².

## Geografía
Alexandria se encuentra ubicada en las coordenadas 40°14′51″N 97°23′16″O / 40.24750, -97.38778. Según la Oficina del Censo de los Estados Unidos, Alexandria tiene una superficie total de 1.05 km², de la cual 1.05 km² corresponden a tierra firme y (0 %) 0 km² es agua.

## Demografía
Según el censo de 2010, había 177 personas residiendo en Alexandria. La densidad de población era de 169,16 hab./km². De los 177 habitantes, Alexandria estaba compuesto por el 93.79 % blancos, el 0 % eran afroamericanos, el 0.56 % eran amerindios, el 0 % eran asiáticos, el 0 % eran isleños del Pacífico, el 2.26 % eran de otras razas y el 3.39 % pertenecían a dos o más razas. Del total de la población el 2.26 % eran hispanos o latinos de cualquier raza.